# Tipula yamamuriana
Tipula yamamuriana är en tvåvingeart som beskrevs av Alexander 1926. Tipula yamamuriana ingår i släktet Tipula och familjen storharkrankar. Inga underarter finns listade i Catalogue of Life.